# Міністерство вугільної промисловості Української РСР
Міністерство вугільної промисловості Української РСР — союзно-республіканське міністерство, входило до системи органів вугільної промисловості СРСР і підлягало в своїй діяльності Раді Міністрів УРСР і Міністерству вугільної промисловості СРСР.

## Історія
На виконання рішення Президії Верховної Ради СРСР від 19 квітня 1954 року Рада Міністрів СРСР і Рада Міністрів УРСР прийняли постанови відповідно від 3 червня 1954 року № 1094 та від 18 червня 1954 року № 853 «Про створення Міністерства вугільної промисловості Української РСР». 31 травня 1957 року ліквідоване. Знову утворене 23 жовтня 1965 року. Існувало до вересня 1987 року.

## Міністри вугільної промисловості УРСР
- Поченков Кіндрат Іванович (1954—1955)
- Кузьмич Антон Савич (1955—1956)
- Засядько Олександр Федорович (1956—1957)

- Худосовцев Микола Михайлович (1965—1974)
- Колесов Орест Андрійович (1974—1978)
- Гринько Микола Костянтинович (1978—1985)
- Сургай Микола Сафонович (1985—1987)